# Радченко, Владимир Владимирович
Влади́мир Влади́мирович Ра́дченко (26 января 1942, Москва — 25 июля 2004, там же) — советский и российский актёр театра и дубляжа, артист театра Сатиры.

## Биография
Родился в Москве. В Школу-студию МХАТ был принят с четвёртой попытки. Первые три раза оказались неудачными, после чего поступил на медицинский факультет одного из московских вузов, готовивших будущих специалистов. По специальности Владимир отучился всего четыре года и оттуда был призван в армию. На третьем курсе выпускника Школы-студии МХАТ и его сокурсников Алексея Левинского, Татьяну Васильеву (Ицыкович) и Екатерину Градову c дипломным спектаклем «Женитьба Фигаро» приметил Валентин Плучек, ставивший тот же спектакль в Московском академическом театре Сатиры.
Радченко попал в Сатиру с поколением, которое составило честь театра — Нина Корниенко, Валентина Шарыкина и другие. «Укрощение строптивой», «Орнифль» — его спектакли. В Театре Сатиры актёр 30 лет по очереди со Спартаком Мишулиным играл Карлсона в спектакле «Малыш и Карлсон, который живёт на крыше». Играл много, даже когда чувствовал себя плохо[значимость факта?].
Вместе с друзьями и коллегами по театру, Борисом Кумаритовым и Александром Воеводиным, занятыми в дубляже «Утиных историй», поучаствовал во многих проектах режиссёра Ирины Филимоновой («Чокнутый», «Каспер и его друзья» и другие). В «Настоящих охотниках за привидениями» на РГТРК «Останкино» к ним присоединился Сергей Чурбаков.
С Борисом Кумаритовым и Ольгой Кузнецовой артиста связывала крепкая дружба, они давно дружили семьями, а Александр Воеводин воспринимался домашними не иначе как член семейства Радченко. В 1980-х годах фамилия актёра встречалась в телевизионных озвучках Центрального телевидения. Позднее пришёл на студию «Варус Видео», в конце 1990-х успел поработать с режиссёрами Андреем Гриневичем и Юлией Бирюковой на студии сына известного шансонье Дэвида Шуфутинского (CPIG), приглашался Элеонорой Прохницкой (на «Видеофильм» и CPIG, одна из последних там работ — дубляж «Ледникового периода»).
В 1992 году стал голосом Чёрного Плаща, озвучил его во всех сериях (кроме серий «Ресторан „Тихая Заводь“» и «Загадочное ископаемое»), также подарил голос его врагу-двойнику Антиплащу (кроме серий «Арестант», «Кряк-Крылатый Колчан», «Проклятие колдуна» и «Ресторан „Тихая заводь“»). Голос персонажа был сохранён и в одной из серий мультсериала «Чокнутый» («Что тебе снится, Чокнутый?») с его участием. Радченко наделил любимого персонажа своим юмором и иронией. Острота характера нередко создавала артисту множество проблем.
В родном театре считался признанным исполнителем роли Деда Мороза, бессменным автором и ведущим ёлок, будучи одним из главных профессионалов в этом амплуа: «Звонят тут мне недавно какие-то крутые ребята. „Мы, — говорят, — набираем Дедов Морозов для московских ресторанов и кабаре. Вам надо попробоваться. Приходите завтра днем на прослушивание“. Я воспринял это просто как наглость. И плюнул на них».

### Последние годы и смерть
Весной 2004 года актёр почувствовал себя плохо. Летом, когда состояние актёра стало критическим, художественному руководителю театра Александру Ширвиндту доложили о случившемся, и тот добился того, чтобы Владимира положили в отдельную палату в хоспис. Кроме того, узнав, что у него есть сын, заканчивающий на тот момент профессиональное училище, руководство приняло решение пригласить юношу работать в театр на должность звукооператора для оказания материальной поддержки семье и сохранения в коллективе династии Радченко.
Скончался на 63-м году жизни 25 июля 2004 года. Похороны состоялись 28 июля 2004 года. Отпевание прошло в церкви в Вишняковском переулке. Владимир Радченко похоронен на Николо-Архангельском кладбище.

### Семья
Отец Владимира Владимировича погиб в немецком лагере для военнопленных во время войны, мама была редактором французских книг. Владимир Радченко — потомок известных дворянских родов Голицыных, Хитрово-Кутузовых и Гончаровых. Всю жизнь Владимир стеснялся своего происхождения и старался убегать, едва только заслышав, как мать вынужденно разговаривала в его присутствии с кем-то по-французски.
- жена — архитектор Радченко Наталья Семёновна
  - сын — российский актёр Сергей Владимирович Радченко (род. 18 августа 1986)[7]
  - сын — Николай Владимирович Радченко

## Фильмография
- 1986 — На пороге
- 2000 — Нам — 75!

### Телеспектакли
- 1970 — 37 су господина Монтодуана — Ленартуа
- 1971 — Офицер флота — Алексей Граница, матрос
- 1971 — Когда море смеётся — товарищ Рамона
- 1980 — У времени в плену — анархист
- 1988 — Воительница — Испулат

## Дубляж и закадровое озвучивание

### Фильмы
- 2003 — Сорвиголова[8] — Николас Начиос (Эрик Авари) (дубляж творческого коллектива «Central Production International Group» по заказу «Гемини Киномир», 2003 г.)
- 2002 — К-19[8] — Партонов (Тим Вудворд) (дубляж объединения «Мосфильм-мастер» по заказу компании «Парадиз 2000», 2002 г.)
- 2002 — Проклятый путь[8] — Джон Руни (Пол Ньюман) (дубляж творческого коллектива «Central Production International Group» по заказу «Гемини Киномир», 2002 г.)
- 2001 — Мокасины Маниту[8] — Барманн	(Йозеф Ханнесшлегер) (дубляж объединения «Мосфильм-мастер» по заказу компании «Централ Партнершип», 2002 г.)
- 2001 — Мушкетёр[8] — лорд Бекингэм	(Джереми Клайд) (дубляж объединения «Мосфильм-мастер» по заказу компании «West», 2002 г.)
- 2001 — Доктор Дулиттл 2[8] — судья Б. Дафф (Виктор Рэйдер-Векслер), самец черепахи (дубляж творческого коллектива «Фильмлайнс Интернешнл» по заказу «Гемини Киномир», 2001 г.)
- 2000 — Дом большой мамочки[8] — Бен Роули (Карл Райт) (дубляж творческого коллектива «Фильмлайнс Интернешнл» по заказу «Гемини Киномир», 2000 г.)
- 2000 — Правила боя[8] — судья-полковник Е. Уорнер (Ричард МакГонэгл) (дубляж объединения «Мосфильм-мастер» по заказу компании «Парадиз», 2000 г.)
- 1998 — Мстители[8] — Мама (Джим Бродбент) (дубляж[чей?] по заказу кинокомпании «Кармен-Премьер», 1998 г.)
- 1998 — Дэннис-Мучитель 2[8] — дедушка (Джордж Кеннеди) (дубляж «Варус Видео», 1998 г.)
- 1998 — Побег[8] — Moses (Натаниель Дево) (дубляж[чей?][когда?])
- 1997 — 12 разгневанных мужчин[8] — Макардл, присяжный № 9 (Хьюм Кронин) (дубляж «Варус Видео»[когда?])
- 1996 — Марс атакует![8] — Байрон Уильямс (Джим Браун), генерал Кейси (Пол Уинфилд) (дубляж «Варус Видео», 1997 г.); Генерал Декер (Род Стайгер), Гленн Норрис, отец Ричи (Джо Дон Бейкер) (дубляж «Мост-Видео», 2000 г.)
- 1996 — Космический джэм[8] — Кот Сильвестр (дубляж «Мост-Видео», 2001 г.)
- 1995 — Повелитель иллюзий[8] — Лумис (Уэйн Грейс), Никс (Даниэль фон Барген[англ.]) (дубляж «Мост-Видео», 2001 г.)
- 1991 — Багси[8] — Гарри Гринберг (Эллиотт Гулд) (дубляж[чей?] по заказу ВГТРК[когда?])
- 1991 — Робин Гуд: Принц воров[8] — старик Дункан (Уолтер Спэрроу[англ.]), фермер (Джимми Гарднер), Scribe (Джон Тордофф) (дубляж «Мост-Видео», 2000 г.)
- 1989 — Танго и Кэш[8] — Капитан Холмс (Эдвард Банкер), Уайлер (Льюис Аркетт) (дубляж «Мост-Видео», 2001 г.)
- 1973 — Высшая сила[8] — Кармайн Рикка (Ричард Дэвон) (дубляж «Варус Видео»[когда?])
- 1951 — Камо грядеши — Авл Плавтий (Феликс Эйлмер) (дубляж «Варус Видео», 1997 г.)

### Мультфильмы
- 2002 — Ледниковый период — Сото[9] (дубляж творческого коллектива «Central Production International Group» по заказу «Гемини Киномир», 2002 г.)
- 2000 — Титан: После гибели Земли[8] — Тек (дубляж творческого коллектива «Фильмлайнс Интернешнл» по заказу «Гемини Киномир», 2000 г.)
- 2000 — Бэтмен будущего: Возвращение Джокера[8] — Брюс Уэйн / Бэтмен, Бенджамин Нокс / Бонк (дубляж «Мост-Видео», 2001 г.)
- 1998 — Волшебный меч: В поисках Камелота[8] — Грифон (дубляж «Варус Видео», 1998 г.)
- 1998 — Бэтмен и Мистер Фриз[8] — Альфред Пенниуорт, комиссар Джеймс Гордон, капитан, старик (дубляж «Варус Видео», 1998 г.)
- 1997 — Бэтмен и Супермен[8] — Альфред Пенниуорт, комиссар Джеймс Гордон, Биббо Биббовски, инспектор Турпин, телохранитель Лекса Лютора (дубляж «Варус Видео», 1999 г.)

### Мультсериалы
- 2001—2003 — Легенда о Тарзане[8] — вождь Кивази, Тублат, подполковник Жан Стаке (в серии «Беглецы») (дубляж студии «Пифагор» по заказу компании «Disney Character Voices International», 2003 г.)
- 1993—1994 — Чокнутый[8] — кролик Шалтай, Снитч — Мусорная Крыса, Тортил, Чёрный Плащ (в серии «Что тебе снится, Чокнутый?»), эпизодические и второстепенные персонажи (дубляж студии «Пифагор» по заказу РТР, 1995—1996 гг.)
- 1992—1996 — Баскетбольная лихорадка[8] — Фредди Крюгер, Эл Пачино, бизнесмен Ронни (часть серий) (дубляж студии кинопрограмм РГТРК «Останкино», 1993 г.)
- 1991—1992 — Чёрный Плащ[7][10] — Кряк Лапчатый / Чёрный Плащ, Антиплащ (за исключением серий «Арестант», «Кряк-Крылатый Колчан» и «Проклятие колдуна»), уборщик (в серии «А был ли Чёрный Плащ?») (дубляж студии «Нота» и фирмы «СВ-Дубль» по заказу РТР, 1992—1994 гг.)
- 1987—1990 — Утиные истории[8] — Братья Гавс (Вышибала Гавс (в сериях «Текущий счет» и «Клуб миллиардеров братьев Гавс»), Балбес Гавс (в сериях «Текущий счет», «Приключения утка-робота» и «Юные воротилы бизнеса»), Шеф Гавс (в серии «Моя мама – ясновидящая»).
- 1986—1991 — Настоящие охотники за привидениями[8] — мэр Нью-Йорка Ленни Клотч (в серии «Птица лорда Килдерби»), отец Питера Венкмана (в серии «Призрак во льду»), Доктор Ватсон (в серии «Элементарно, мой дорогой Уинстон»), эпизодические персонажи и призраки (дубляж студии кинопрограмм РГТРК «Останкино», 1992—1994 гг., серии 1—32, 34—102)
- 1984—1985 — Война Гоботов[8] — Турбо (некоторые серии), Коптур (некоторые серии), Мэтт Хантер (39-40 серии), Скутер (50 серия), Хитер (31 серия), второстепенные персонажи (закадровый перевод и дубляж студии кинопрограмм РГТРК «Останкино», 1994 г.)
- 1983—1985 — Инспектор Гаджет[8] — Доктор Кло, пёс Брейн, мужские роли (закадровый перевод Fox Kids,[когда?] серии 2—46)
- 1967—1968 — Гонщик Спиди[8] — все мужские персонажи, кроме Спиди; диктор (дубляж студии «Дубль», корпорации «Видеофильм» по заказу телеканала «2×2»,[когда?] серии 14—28)
- 1933—1957 — Попай-моряк — Моряк Попай[11] (закадровый перевод киностудии «Фильм-Экспорт» по заказу МНВК, 1993—1994 гг.)
- 1930—1969 — Весёлые Мелодии[8][кто?] (закадровый перевод студии кинопрограмм РГТРК «Останкино»[когда?])